# Critics' Choice Movie Award de la meilleure actrice dans un second rôle
Le Critics' Choice Movie Award de la meilleure actrice dans un second rôle (Broadcast Film Critics Association Award for Best Supporting Actress) est l'une des récompenses décernées aux professionnels de l'industrie du cinéma par le jury de la Broadcast Film Critics Association depuis 1996.

## Palmarès

### Années 1990
- 1996 : Mira Sorvino pour le rôle de Linda Ash dans Maudite Aphrodite (Mighty Aphrodite)

- 1997 : Joan Allen pour le rôle d'Elizabeth Proctor dans La Chasse aux sorcières (The Crucible)

- 1998 : Joan Cusack pour le rôle d'Emily Montgomery dans In and Out

- 1999 :  (ex æquo)
  - Kathy Bates pour le rôle de Libby Holden dans Primary Colors
  - Joan Allen pour le rôle de Betty Parker dans Pleasantville

### Années 2000
- 2000 : Angelina Jolie pour le rôle de Lisa Rowe dans Une vie volée (Girl, interrupted)

- 2001 : Frances McDormand pour le rôle d'Elaine Miller dans Presque célèbre (Almost Famous) et de Sara Gaskell dans Wonder Boys

- 2002 : Jennifer Connelly pour le rôle d'Alicia Nash dans Un homme d'exception (A Beautiful Mind)
  - Cameron Diaz pour le rôle de Julie Gianni dans Vanilla Sky
  - Marisa Tomei pour le rôle de Natalie Strout dans In the Bedroom

- 2003 : Catherine Zeta-Jones pour le rôle de Velma Kelly dans Chicago
  - Kathy Bates pour le rôle de Roberta Hertzel dans Monsieur Schmidt (About Schmidt)
  - Meryl Streep pour le rôle de Susan Orlean dans Adaptation

- 2004 : Renée Zellweger pour le rôle de Ruby dans Retour à Cold Mountain (Cold Mountain)
  - Patricia Clarkson pour le rôle de Joy Burns dans Pieces of April
  - Marcia Gay Harden pour le rôle de Celeste Boyle dans Mystic River
  - Holly Hunter pour le rôle de Melanie Freeland dans Thirteen
  - Scarlett Johansson pour le rôle de Charlotte dans Lost in Translation

- 2005 : Virginia Madsen pour le rôle de Maya dans Sideways
  - Cate Blanchett pour le rôle de Katharine Hepburn dans Aviator (The Aviator)
  - Laura Linney pour le rôle de Clara McMillen dans Dr Kinsey (Kinsey)
  - Natalie Portman pour le rôle d'Alice dans Closer, entre adultes consentants (Closer)
  - Kate Winslet pour le rôle de Sylvia Llewelyn Davies dans Neverland (Finding Neverland)

- 2006 :  (ex æquo)
  - Amy Adams pour le rôle d'Ashley Johnsten dans Junebug
  - Michelle Williams pour le rôle de Alma del Mar dans Le Secret de Brokeback Mountain (Brokeback Mountain)
    - Maria Bello pour le rôle d'Edie Stall dans A History of Violence
    - Catherine Keener pour le rôle de Nelle Harper Lee dans Truman Capote (Capote)
    - Frances McDormand pour le rôle de Glory dans L'Affaire Josey Aimes (North Country)
    - Rachel Weisz pour le rôle de Tessa Quayle dans The Constant Gardener

- 2007 : Jennifer Hudson pour le rôle d'Effie Melody White dans Dreamgirls
  - Adriana Barraza pour le rôle d'Amelia dans Babel
  - Cate Blanchett pour le rôle de Sheba Hart dans Chronique d'un scandale (Notes on a Scandal)
  - Rinko Kikuchi pour le rôle de Chieko dans Babel
  - Catherine O'Hara pour le rôle de Marilyn Hack dans For Your Consideration
  - Emma Thompson pour le rôle de Kay Eiffel dans L'Incroyable Destin de Harold Crick (Stranger than Fiction)

- 2008 : Amy Ryan pour le rôle de Helene McCready dans Gone Baby Gone
  - Cate Blanchett pour le rôle de Jude Quinn dans I'm Not There
  - Catherine Keener pour le rôle de Jan Burres dans Into the Wild
  - Vanessa Redgrave pour le rôle de Briony Tallis (âgée) dans Reviens-moi (Atonement)
  - Tilda Swinton pour le rôle de Karen Crowder dans Michael Clayton

- 2009 : Kate Winslet pour le rôle de Hanna Schmitz dans The Reader
  - Penélope Cruz pour le rôle de María Elena dans Vicky Cristina Barcelona
  - Viola Davis pour le rôle de Mrs. Miller dans Doute (Doubt)
  - Vera Farmiga pour le rôle d'Erica Van Doren dans Le Prix du silence (Nothing But the Truth)
  - Taraji P. Henson pour le rôle de Queenie dans L'Étrange Histoire de Benjamin Button (The Curious Case of Benjamin Button)
  - Marisa Tomei pour le rôle de Cassidy dans The Wrestler

### Années 2010
- 2010[1] : Mo'Nique pour le rôle de Mary Lee Johnston dans Precious
  - Marion Cotillard pour le rôle de Luisa Contini dans Nine
  - Vera Farmiga pour le rôle d'Alex dans In the Air (Up in the Air)
  - Anna Kendrick pour le rôle de Natalie Keener dans In the Air (Up in the Air)
  - Julianne Moore pour le rôle de Charlotte dans A Single Man
  - Samantha Morton pour le rôle d'Olivia Pitterson dans The Messenger

- 2011[2] : Melissa Leo pour le rôle d'Alice dans The Fighter
  - Amy Adams pour le rôle de Charlene Fleming dans The Fighter
  - Helena Bonham Carter pour le rôle de Elizabeth Bowes-Lyon dans Le Discours d'un roi (The King's Speech)
  - Mila Kunis pour le rôle de Lily dans Black Swan
  - Hailee Steinfeld pour le rôle de Mattie Ross dans True Grit
  - Jacki Weaver pour le rôle de Janine "Smurf" Cody dans Animal Kingdom

- 2012[3] : Octavia Spencer pour le rôle de Minny Jackson dans La Couleur des sentiments (The Help)
  - Bérénice Bejo pour le rôle de Peppy Miller dans The Artist
  - Jessica Chastain pour le rôle de Celia Foote dans La Couleur des sentiments (The Help)
  - Melissa McCarthy pour le rôle de Megan dans Mes meilleures amies (Bridesmaids)
  - Carey Mulligan pour le rôle de Sissy dans Shame
  - Shailene Woodley pour le rôle d'Alex King dans The Descendants

- 2013[4] : Anne Hathaway pour le rôle de Fantine dans Les Misérables
  - Amy Adams pour le rôle de Mary Sue Dodd dans The Master
  - Judi Dench pour le rôle de M dans Skyfall
  - Ann Dowd pour le rôle de Sandra dans Compliance
  - Sally Field pour le rôle de Mary Todd Lincoln dans Lincoln
  - Helen Hunt pour le rôle de Cheryl dans The Sessions

- 2014[5] : Lupita Nyong'o pour le rôle de Patsey dans Twelve Years a Slave
  - Scarlett Johansson pour le rôle de Samantha (voix) dans Her
  - Jennifer Lawrence pour le rôle de Rosalyn Rosenfeld dans American Bluff (American Hustle)
  - Julia Roberts pour le rôle de Barbra Weston-Fordham dans Un été à Osage County (August: Osage County)
  - June Squibb pour le rôle de Kate Grant dans Nebraska
  - Oprah Winfrey pour le rôle de Gloria Gaines dans Le Majordome (Lee Daniels' The Butler)

- 2015[6] : Patricia Arquette pour le rôle d'Olivia dans Boyhood
  - Jessica Chastain pour le rôle d'Anna Morales dans A Most Violent Year
  - Keira Knightley pour le rôle de Joan Clarke dans Imitation Game (The Imitation Game)
  - Emma Stone pour le rôle de Sam Thomson dans Birdman
  - Meryl Streep pour le rôle de la sorcière dans Into the Woods
  - Tilda Swinton pour le rôle de Mason dans Snowpiercer, le Transperceneige (설국열차)

- 2016 : Alicia Vikander pour le rôle de Gerda Wegener dans Danish Girl
  - Jennifer Jason Leigh pour le rôle de Daisy Domergue dans Les Huit Salopards (The Hateful Eight)
  - Rooney Mara pour le rôle de Therese Belivet dans Carol
  - Rachel McAdams pour le rôle de Sacha Pfeiffer dans Spotlight
  - Helen Mirren pour le rôle d'Hedda Hopper dans Dalton Trumbo (Trumbo)
  - Kate Winslet pour le rôle de Joanna Hoffman dans Steve Jobs

- 2017 : Viola Davis pour le rôle de Rose Maxson dans Fences
  - Greta Gerwig pour le rôle d'Abigail "Abbie" Porter dans 20th Century Women
  - Naomie Harris pour le rôle de Paula Harris dans Moonlight
  - Nicole Kidman pour le rôle de Sue Brierley dans Lion
  - Janelle Monáe pour le rôle de Mary Jackson dans Les Figures de l'ombre (Hidden Figures)
  - Michelle Williams pour le rôle de Randi Chandler dans Manchester by the Sea

- 2018 : Allison Janney pour le rôle de LaVona Fay Golden dans Moi, Tonya (I, Tonya)
  - Mary J. Blige pour le rôle de Florence Jackson dans Mudbound
  - Hong Chau pour le rôle de Ngoc Lan Tran dans Downsizing
  - Tiffany Haddish pour le rôle de Dina dans Girls Trip
  - Holly Hunter pour le rôle de Beth Gardner dans The Big Sick
  - Laurie Metcalf pour le rôle de Marion McPherson dans Lady Bird
  - Octavia Spencer pour le rôle de Zelda Fuller dans La Forme de l'eau (The Shape of Water)

- 2019 : Regina King pour le rôle de Sharon Rivers dans Si Beale Street pouvait parler (If Beale Street Could Talk)
  - Amy Adams pour le rôle de Lynne Cheney dans Vice
  - Claire Foy pour le rôle de Janet Shearon Armstrong dans First Man : Le Premier Homme sur la Lune (First Man)
  - Nicole Kidman pour le rôle de Nancy Eamons dans Boy Erased
  - Emma Stone pour le rôle d'Abigail Masham dans La Favorite (The Favourite)
  - Rachel Weisz pour le rôle de Sarah Churchill dans La Favorite (The Favourite)

### Années 2020
- 2020 : Laura Dern pour le rôle de Nora Fanshaw dans Marriage Story
  - Scarlett Johansson pour le rôle de Rosie Betzler dans Jojo Rabbit
  - Jennifer Lopez pour le rôle de Ramona Vega dans Queens (Hustlers)
  - Florence Pugh pour le rôle d'Amy March dans Les Filles du docteur March (Little Women)
  - Margot Robbie pour le rôle de Kayla Pospisil dans Scandale (Bombshell)
  - Zhao Shuzhen pour le rôle de Nai Nai dans The Farewell

- 2021 : Maria Bakalova pour le rôle de Tutar Sagdiyeva dans Borat, nouvelle mission filmée (Borat Subsequent Moviefilm: Delivery of Prodigious Bribe to American Regime for Make Benefit Once Glorious Nation of Kazakhstan)
  - Ellen Burstyn pour le rôle d'Elizabeth Weiss dans Pieces of a Woman
  - Glenn Close pour le rôle de Bonnie Vance dans Une ode américaine (Hillbilly Elegy)
  - Olivia Colman pour le rôle d'Anne dans The Father
  - Amanda Seyfried pour le rôle de Marion Davies dans Mank
  - Youn Yuh-jung pour le rôle de Soon-ja dans Minari

- 2022 : Ariana DeBose pour le rôle d'Anita dans West Side Story
  - Caitriona Balfe pour le rôle de Ma dans Belfast
  - Ann Dowd pour le rôle de Linda dans Mass
  - Kirsten Dunst pour le rôle de Rose Gordon dans The Power of the Dog
  - Aunjanue Ellis pour le rôle d'Oracene Price dans La Méthode Williams (King Richard)
  - Rita Moreno pour le rôle de Valentina dans West Side Story

- 2023 : Angela Bassett – Black Panther: Wakanda Forever
  - Jessie Buckley – Women Talking
  - Kerry Condon – Les Banshees d'Inisherin
  - Jamie Lee Curtis – Everything Everywhere All at Once
  - Stephanie Hsu – Everything Everywhere All at Once
  - Janelle Monáe – Glass Onion : Une histoire à couteaux tirés

- 2024 : Da'Vine Joy Randolph pour le rôle de Mary Lamb dans Winter Break (The Holdovers)
  - Emily Blunt pour le rôle de Kitty Oppenheimer dans Oppenheimer
  - Danielle Brooks pour le rôle de Sofia La Couleur pourpre (The Color Purple)
  - America Ferrera pour le rôle de Gloria dans Barbie
  - Jodie Foster pour le rôle de Bonnie Stoll dans Insubmersible (Nyad)
  - Julianne Moore pour le rôle de Gracie dans May December

- 2025 : Zoe Saldaña pour le rôle de Rita Moro Castro dans Emilia Pérez
  - Danielle Deadwyler pour le rôle de Berniece Charles dans The Piano Lesson
  - Aunjanue Ellis-Taylor pour le rôle de Hattie Curtis dans Nickel Boys
  - Ariana Grande pour le rôle de Glinda dans Wicked
  - Margaret Qualley pour le rôle de Sue dans The Substance
  - Isabella Rossellini pour le rôle de Sœur Agnes dans Conclave

## Statistiques

### Nominations multiples
4 : Amy Adams
3 : Cate Blanchett, Scarlett Johansson, Kate Winslet
2 : Joan Allen, Kathy Bates, Jessica Chastain, Viola Davis, Ann Dowd, Vera Farmiga, Holly Hunter, Catherine Keener, Nicole Kidman, Frances McDormand, Octavia Spencer, Emma Stone, Meryl Streep, Tilda Swinton, Marisa Tomei, Rachel Weisz, Michelle Williams

### Récompenses multiples
2 : Joan Allen